# 小林正水
小林 正水（こばやし まさみ、1936年2月18日 - 没年不明）は、日本のフィギュアスケート選手（男子シングル、ペアスケーティング-）。パートナーは下平澄子。現在の東京都中央区月島出身。明治大学卒業。

## 経歴
1947年、全日本ジュニア選手権に出場し優勝する。1949年、全日本選手権に出場し、酒井克己に続き2位に入る。その後、1950年の全日本選手権では有坂隆祐、塩田直重に続き3位、1952年の全日本選手権でもジャック・B・ジョスト、塩田に続いて3位に留まった。
1953年、全日本選手権で念願の初優勝を果たす。1954年、国民体育大会に親の出身地である長野県代表として出場し、一般男子で優勝。同大会で長野県が優勝するのは初の快挙である。同年の全日本選手権では大橋和夫、西倉幸男に続いて3位に入る。
1956年、下平澄子とカップルを組み全日本選手権のペアで優勝する。同大会で男子シングルとペアの競技で優勝しているのは、小林と田村岳斗、天野真の3人のみである。
1957年、国民体育大会の一般男子（シングル）で2度目の優勝を果たす。全日本選手権ではペア競技史上初の2連覇を成し遂げた。

## 主な戦績

### 男子シングル
| 大会/年              | 1947-48 | 1948-49 | 1949-50 | 1950-51 | 1951-52 | 1952-53 | 1953-54 | 1954-55 | 1955-56 | 1956-57 |
| -------------------- | ------- | ------- | ------- | ------- | ------- | ------- | ------- | ------- | ------- | ------- |
| 全日本選手権         |         |         | 2       | 3       |         | 3       | 1       | 3       |         |         |
| 全日本ジュニア選手権 | 1       |         |         |         |         |         |         |         |         |         |
| 国民体育大会         |         |         |         |         |         |         | 1       |         |         | 1       |

### ペア
| 大会/年      | 1956-57 | 1957-58 | 1958-59 |
| ------------ | ------- | ------- | ------- |
| 全日本選手権 | 1       | 1       | 2       |

## 受賞歴
- 長野県スケート連盟特別栄光表彰（長野県スケート連盟、1982年）[5]

## 著書
- 『フィギュアスケートたより 創刊号（ガリ版）』（1965年）